# Liste der Naturdenkmale in Gleiszellen-Gleishorbach
Die Liste der Naturdenkmale in Gleiszellen-Gleishorbach nennt die im Gemeindegebiet von Gleiszellen-Gleishorbach ausgewiesenen Naturdenkmale (Stand 23. Mai 2024).

## Naturdenkmale
| Nr.         | Bezeichnung           | Lage                                         | Beschreibung      | Bild                                    |
| ----------- | --------------------- | -------------------------------------------- | ----------------- | --------------------------------------- |
| ND-7337-204 | Sauhäuselquelle       | westlich des Ortes; Abteilung Säuhäusel Lage | ungefasste Quelle | Direkt Bild zu diesem Denkmal hochladen |
| ND-7337-262 | Schwedische Mehlbeere | nördlich des Ortes; Flur Kirchberg Lage      | Sorbus intermedia | Direkt Bild zu diesem Denkmal hochladen |